# Gangland – Cops unter Beschuß
Gangland – Cops unter Beschuß (Originaltitel: Gang Related) ist ein amerikanischer Spielfilm aus dem Jahr 1997 unter der Regie von Jim Kouf, in der James Belushi und Tupac Shakur die Hauptrollen als korrupte Polizisten übernehmen, wobei weitere Rollen Dennis Quaid, James Earl Jones, David Paymer, Gary Cole und Lela Rochon übernehmen. 
Es war der letzte Film von Tupac Shakur, bevor er wenige Monate nach Ende der Dreharbeiten von einem Unbekannten erschossen wurde. Deshalb wurde ihm der Film später auch gewidmet.

## Handlung
Die Polizisten Divinci und Rodriguez haben eine todsichere Methode gefunden, das Gesetz in die eigene Hand zu nehmen, und sich dabei zu bereichern. Mit vorgetäuschten Drogendeals locken sie Drogenhändler in die Falle, töten sie und erleichtern die Opfer um ihr Geld. Sobald sie dann selbst auf diese Fälle angesetzt werden, legen sie diese einfach als „Gang-Kriminalität“ zu den Akten. DiVinci möchte sich auf diese Weise in Hawaii zur Ruhe setzen, während Rodriguez seine hohen Spielschulden loswerden will. Neun Morde haben sie bereits begangen ohne aufzufallen, doch bei ihrem zehnten Mord geht alles schief, denn dieses Opfer entpuppt sich als Undercover-Agent der DEA, der in der Szene ermittelte und anfing, das Ganze zu bemerken. Hierdurch drohen ihre Morde aufzufliegen. 
Sie versuchen deshalb wie besessen den Mord jemandem in die Schuhe zu schieben, aber die Versuche scheitern, da alle Alibis haben. Schließlich versuchen sie es einem Obdachlosen in die Schuhe zu schieben der geistesabwesend ist. Dieser entpuppt sich später als reicher, vermisster, gebrochener Arzt aus einer reichen Familie, der die Kontrolle über sein Leben verloren hatte, nachdem seine Familie starb. In der Vergangenheit hatte er als Arzt in Afrika armen Menschen mit seinen Fähigkeiten geholfen. Das Ganze fliegt dank der wirksamen Verteidigung auf, die der Familienverbund ihm zur Verfügung stellt. So werden beide Opfer ihrer eigenen korrupten Machenschaften.

## Synchronisation
| Rolle              | Schauspieler     | Deutscher Sprecher |
| ------------------ | ---------------- | ------------------ |
| Det. Frank Divinci | James Belushi    | Joachim Tennstedt  |
| Det. Rodriguez     | Tupac Shakur     | Tobias Meister     |
| Arthur Baylor      | James Earl Jones | Helmut Krauss      |
| Joe Doe / William  | Dennis Quaid     | Thomas Danneberg   |
| Elliot Goff        | David Paymer     | Wilfried Herbst    |
| Richard Simms      | Gary Cole        | Stefan Fredrich    |
| Cynthia Webb       | Lela Rochon      | Martina Treger     |

## Rezeption

### Kritik
Das Lexikon des internationalen Films urteilte, die Produktion sei ein „[s]pannender, handwerklich sorgfältiger Cop- und Gangsterfilm“. Allerdings stoße der Film in den Momenten „an seine Grenzen“, in denen „Abgründe in den Personen sichtbar werden müssten“.

„Kruder Genremix aus Parodie und Ernst.“

### Einspielergebnis
Der Film kam am 8. Oktober 1997 in die Kinos in den USA und war ein Flop. Deshalb hatte er die Premiere in Deutschland auf Video am 14. August 1998.